# Oceania Club Championship 2005
L'Oceania Club Championship 2005 fu la quarta edizione dell'attuale OFC Champions League, la massima competizione calcistica continentale per club dell'Oceania. Fu vinta dalla squadra australiana del Sydney FC, che partecipò, in qualità di campione d'Oceania in carica, al Campionato mondiale per club FIFA 2005.

## Turno preliminare
| Squadra in casa      | Ris. Tot. | Squadra in trasferta | And./Rit.                    |
| Manumea              | n.d.      | Auckland City        | Manumea si ritirò dal torneo |
| Nikao Sokattack      | 1 - 9     | AS Magenta (Nouméa)  | 0-4, 1-5                     |
| Sobou FC (Lahi)      | 7 - 0     | Tuinaimato Breeze    | 5-0, 2-0                     |
| SC Lotoha'apai       | 1 - 7     | Tafea FC             | 1-2, 0-5                     |
| 4R Electric Ltd (Ba) | 2 - 8     | Makuru FC            | 1-4, 1-4                     |

## Fase a gironi

### Gruppo A
| Pos | Squadra           | G | V | N | P | GF | GS | Pti |
| 1   | Sydney FC         | 3 | 3 | 0 | 0 | 18 | 4  | 9   |
| 2   | AS Pirae (Tahiti) | 3 | 2 | 0 | 1 | 6  | 7  | 6   |
| 3   | Auckland City     | 3 | 1 | 0 | 2 | 8  | 5  | 3   |
| 4   | Sobou FC (Lahi)   | 3 | 0 | 0 | 3 | 4  | 20 | 0   |

| Data      | Partita                   | Risultato |
| 31 maggio | Sydney FC - Auckland City | 3 - 2     |
| 31 maggio | Sobou FC - AS Pirae       | 1 - 5     |
| 2 giugno  | AS Pirae - Auckland City  | 1 - 0     |
| 2 giugno  | Sobou FC - Sydney FC      | 2 - 9     |
| 4 giugno  | Sydney FC - AS Pirae      | 6 - 0     |
| 5 giugno  | Auckland City - Sobou FC  | 6 - 1     |

### Gruppo B
| Pos | Squadra              | G | V | N | P | GF | GS | Pti |
| 1   | AS Magenta (Nouméa)  | 3 | 2 | 1 | 0 | 10 | 2  | 7   |
| 2   | Tafea FC             | 3 | 2 | 1 | 0 | 6  | 3  | 7   |
| 3   | Makuru FC            | 3 | 1 | 0 | 2 | 4  | 9  | 3   |
| 4   | AS Manu-Ura (Tahiti) | 3 | 0 | 0 | 3 | 2  | 8  | 0   |

| Data      | Partita                  | Risultato |
| 1º giugno | Tafea FC - Makuru FC     | 3 - 2     |
| 1º giugno | AS Magenta - AS Manu Ura | 4 - 1     |
| 3 giugno  | AS Magenta - Tafea FC    | 1 - 1     |
| 3 giugno  | AS Manu Ura - Makuru FC  | 1 - 2     |
| 5 giugno  | As Manu Ura - Tafea FC   | 0 - 2     |
| 5 giugno  | Makuru FC - AS Magenta   | 0 - 5     |

## Semifinali
| 7 giu | Sydney FC - Tafea FC           | 6 - 0 | Papeete, Tahiti |
| 7 giu | AS Magenta (Nouméa) - AS Pirae | 4 - 1 | Papeete, Tahiti |

## Finale 3º-4º posto
| 10 giu | AS Pirae - Tafea FC | 1 - 3 | Papeete, Tahiti |

## Finale
| 10 giu | Sydney FC - AS Magenta (Nouméa) | 2 - 0 | Papeete, Tahiti |

## Campione
| Oceania Club Championship 2005: Sydney FC Primo titolo per il Sydney FC |